# Johann Lantz

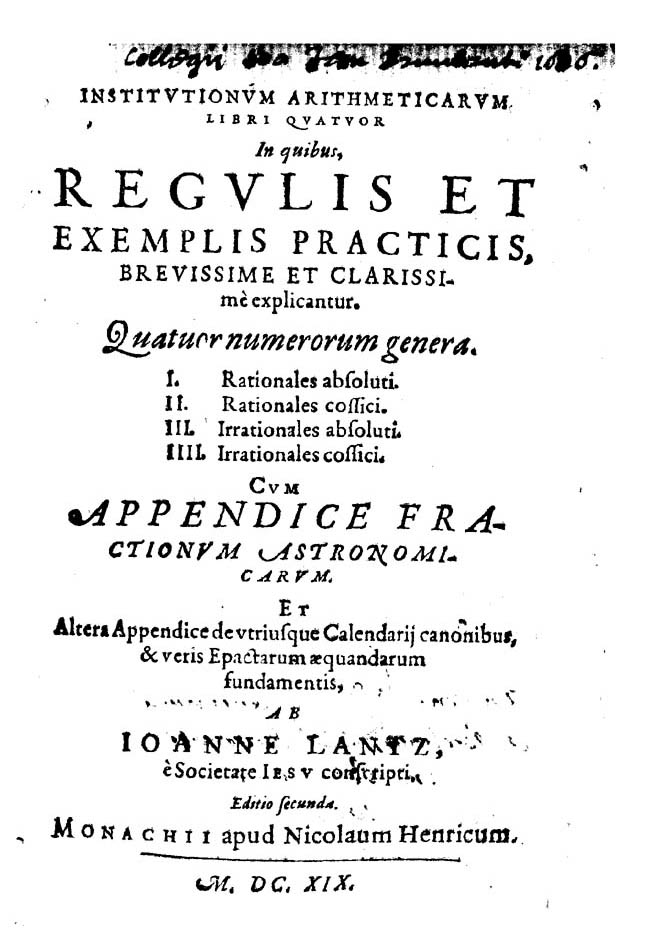
Institutionum arithmeticarum libri quatuor, 1619

Johann Lantz o Lanz (Tettnang, 1564 – Monaco di Baviera, 20 settembre 1638) è stato un matematico e gesuita tedesco.

## Biografia
Nato a Tettnang sul Lago di Costanza, fu ammesso al noviziato a Landsberg nel 1589.
Fu docente di matematica ed ebraico all'Università di Ingolstadt; dopo l'anno accademico 1609-1610 lasciò la cattedra al suo allievo Christoph Scheiner e si trasferì all'Università di Monaco.
Fu autore di diverse opere nelle quali prima analizzò i quattro generi dei numeri, per poi occuparsi delle frazioni astronomiche. È ricordato anche da Mario Bettini nella sua Aerarium philosophiae mathematicae del 1648.

## Opere
- (LA) Johann Lantz, Institutionum arithmeticarum libri quatuor, Monachii, Nikolaus Heinrich, 1619. URL consultato il 14 giugno 2015.